# 大内ダム

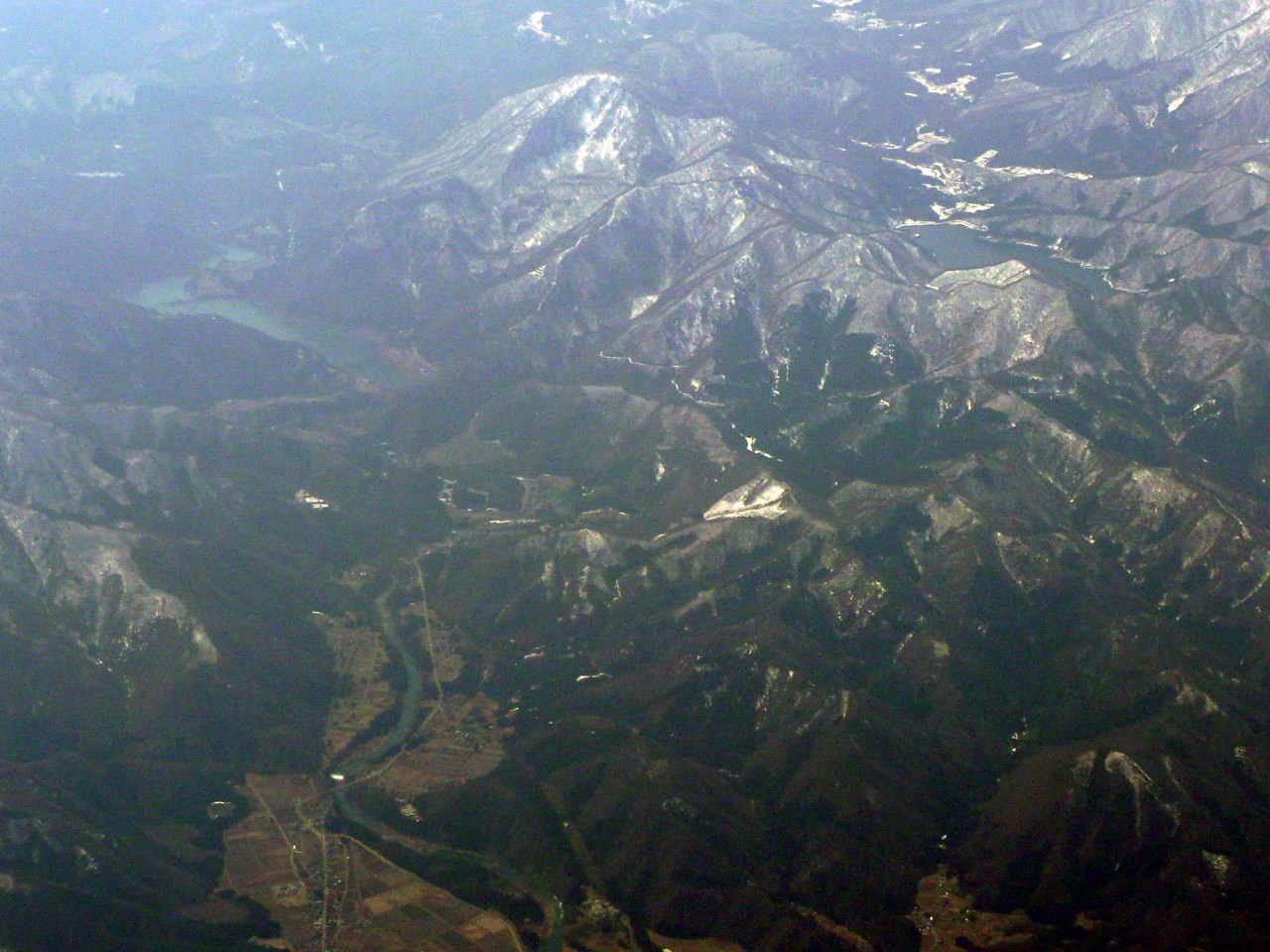
下郷発電所上池下池空撮

大内ダム（おおうちダム）は、福島県南会津郡下郷町大字大内字小野嶽、一級河川・阿賀野川水系小野川の最上流部に建設されたダムである。
電源開発株式会社が管理する堤高102.0 m、堤頂長340m、堤体積4,459千m³、堤頂幅10mの中央土質遮水壁型ロックフィルダムで、揚水発電所である下郷発電所（しもごうはつでんしょ）の上部調整池でもある。下部調整池である大川ダム（阿賀野川本川・国土交通省北陸地方整備局管理）との間で純揚水式発電を行うことで、認可出力1,000,000 kWを発電する目的を有する発電専用ダムである。

## 沿革
阿賀野川流域は大正時代より電源開発が盛んな流域であった。上流山岳地帯は豪雪地帯であることから、春先の雪融け水を始めとして年間を通じ豊富な流量となっている。こうしたことから猪苗代湖や只見川を中心に多くの水力発電所や発電専用ダムが建設され、奥只見ダム・田子倉ダム（只見川）といった日本のダムの歴史に残る大プロジェクトも遂行されていた。これらは戦後の電力不足を補うため1950年（昭和25年）に制定された国土総合開発法に基づき、「只見川特定地域総合開発計画」が策定された結果であった。だが、次第に火力発電への比重が高くなり、阿賀野川流域においても水力発電の新規開発は収束して行った。
ところが1973年（昭和48年）にオイルショックが勃発し、原油に依存していた日本経済は大きな打撃を受けた。火力発電は石油に依存していた面が大きかったため、エネルギーの安定供給という観点で一抹の不安をもたらした。電力行政を管轄する通商産業省（現・経済産業省）は化石燃料に依存せず、天然で無尽蔵な資源・水を活用できる水力発電を再評価、水力発電は再び脚光を浴びるに至った。この中で、火力発電や原子力発電との連携が図れ、余剰電力を有効に活用できる揚水発電に俄然注目が集まり、全国各地において揚水発電所の建設計画が各電力会社によって推進されていった。
阿賀野川流域においても揚水発電に適当な地点が調査されていたが、当時建設省北陸地方建設局が阿賀野川本川の治水と会津盆地への利水を目的に大川ダムの建設計画を進めていた。電源開発はこの大川ダムを利用して揚水発電を行う方針を固め、大川ダム建設事業に電気事業者として東北電力と共に参加した。そして1974年（昭和49年）より大川ダム上流部で阿賀野川に注ぐ小野川の最上流部、水源である大内沼地点に上部調整池を設けることで揚水発電を行う計画を立てた。これが大内ダムである。

## 下郷発電所
大内ダムは1974年に着工し、19年の歳月を掛け1991年（平成3年）に完成した。ダムの高さ102.0 mは阿賀野川水系においては奥只見ダム（157.0 m）、田子倉ダム（145.0 m）に次いで3番目に高いダムである。ダムは堤体中央部に水を遮る壁（遮水壁）を持つ「中央土質遮水壁型ロックフィルダム」という型式であり、ロックフィルダムの中では普通に見られる型式であるが、外観は堤体中腹が大きな広場状のスペースを有し、そこから直角に折れ曲がる形で下流を向くようになっており、他のロックフィルダムとは少し異なる背面（ダム下流面のことを指す）である。
阿賀野川水系では最大の認可出力を有する発電所・下郷発電所は大内ダム地点には無く、下部調整池である大川ダムの左岸部に建設された。付近一帯は大川羽鳥県立自然公園に指定されている景勝地であることから、環境に最大限の配慮を行うため発電所の設備一切を地下に建設した。このため地上からは取水口程度しか観察することが出来ない。揚水発電所の多くは地下深くに建設されるケースがほとんどであるが、下郷発電所においても同様であった。大内ダムと大川ダム（若郷湖）の間で有効落差387.0 mを利用し、最大1,000,000 kWを発電する。
発電所は1基当り250,000 kWの発電が可能な発電機を4基有するが、1988年（昭和63年）の大川ダム完成と同時に1号機と2号機が運転を開始し、その後1991年に大内ダムが完成すると同時に残りの3号機と4号機も運転を開始、ここにおいて下郷発電所も全施設が稼動するに至った。なお、ダム・発電所建設を受け入れた下郷町には、電源三法に基づく地方自治体財政補助としての電源三法交付金が支給された。

## 周辺の観光

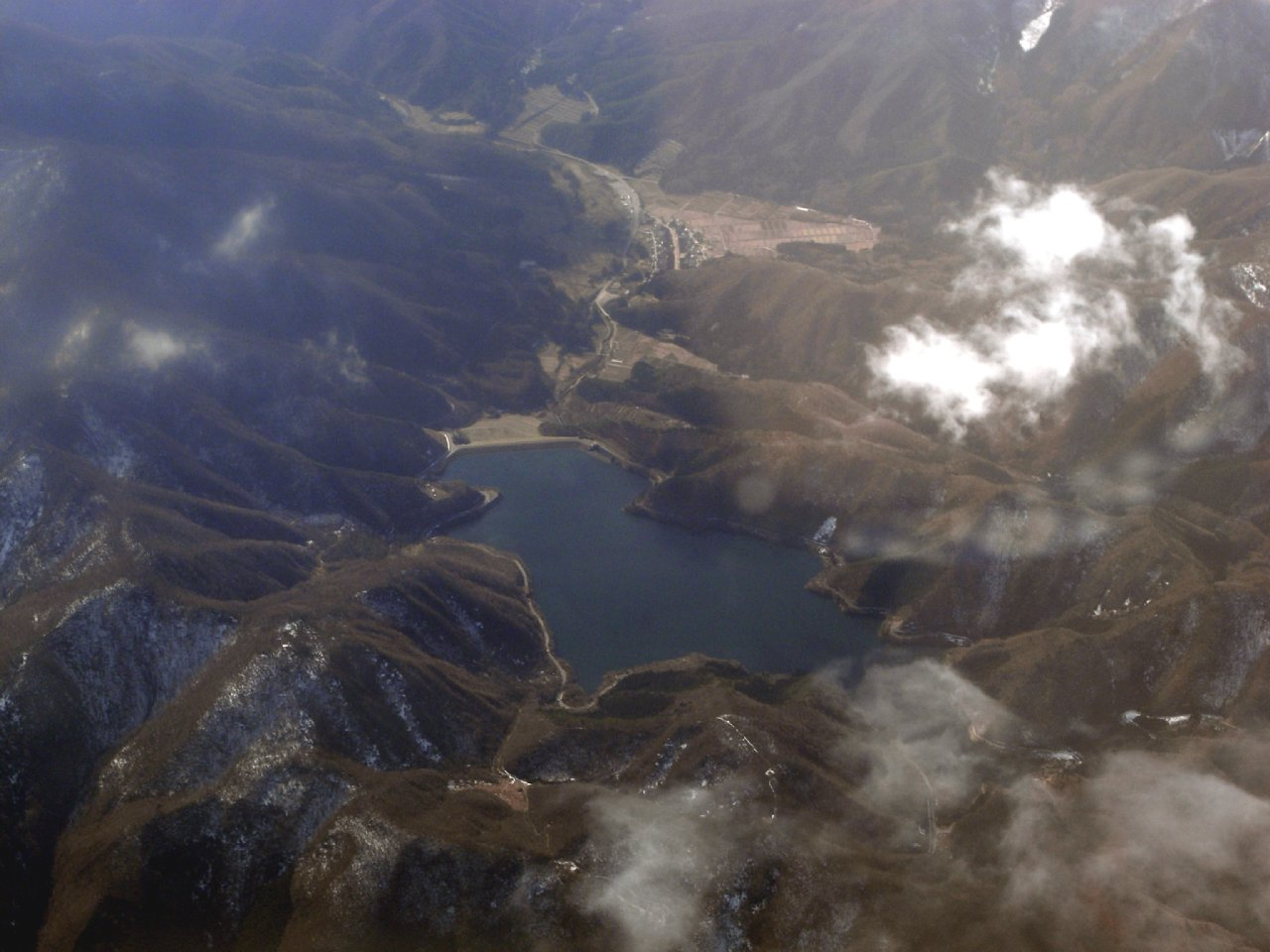
大内ダム湖空撮。
ダムのすぐ下流側に大内宿が見える。

大内ダムの直下流には、会津地方の一大観光地である大内宿がある。江戸時代の街道宿場町の姿を今に残す大内宿は国の重要伝統的建造物群保存地区として選定されており、年間を通じ多くの観光客が訪れる。大内ダムはその直上流に位置し、堤頂部からは大内宿を一望できる。このため大内宿とセットで訪れる観光客が多い。夏でも比較的冷涼であるほか、紅葉も鮮やかであり、所要時間一時間程度でダム湖を一周する遊歩道も整備されていることから、散策に適したダムでもある。
大内ダムへは公共交通機関では会津鉄道・湯野上温泉駅下車後、タクシーで約20分の道程で到着する。自家用車の場合は国道121号より湯野上温泉駅付近で福島県道329号（大内宿方面）へ曲がり、直進する。ただしこのルートの場合春・秋の観光シーズンには大渋滞に巻き込まれる場合もある。一方芦ノ牧温泉方面より福島県道23号会津高田上三寄線を経て、もしくは会津若松市より会津美里町の旧会津本郷市街地を経て福島県道131号下郷会津本郷線を通るルートもあり、この場合は大内宿を通過しないため渋滞を回避しやすい。氷玉峠付近は冬季通行止めとなるので注意が必要であったが、ダム建設に併せて1989年に貫通していた氷玉トンネルを含む氷玉バイパスが2003年に全線供用開始となり改善した。

## 周辺 名所・旧跡・観光スポット
- 細井家資料館